# 홍콩계 캐나다인
홍콩계 캐나다인은 홍콩에서 태어나거나 자란 사람, 홍콩 영주권을 소지한 사람, 또는 조상이 홍콩 출신인 캐나다인을 말한다. 캐나다에서는 대부분의 홍콩계 캐나다인이 토론토와 밴쿠버의 대도시 지역에 거주한다. 많은 홍콩계 캐나다인은 홍콩 영주권자 신분을 유지하고 있다.
홍콩에서 캐나다로의 가장 큰 이민 물결은 1980년대 후반부터 1990년대 초반에 걸쳐 발생했는데, 이는 1997년 홍콩 반환과 관련된 불확실성 때문이었다. 홍콩 반환 이후 수십 년 동안 많은 홍콩계 캐나다인이 다시 홍콩으로 돌아왔다.

## 역사

### 20세기
대부분의 홍콩계 캐나다인은 1970년대 후반부터 캐나다에 정착한 중국 이민자 또는 그 후손이다. 그러나 1950년대와 1960년대에도 소수의 홍콩인들이 캐나다로 이주했다.
1984년, 홍콩 반환 협정이 체결되어 영국과 중국 정부 간의 합의가 확정되었고, 1997년 7월 1일에 홍콩은 중화인민공화국 특별행정구로 전환 및 재편되었다. 다가오는 반환에 대한 불안감은 1984년부터 1997년 사이에 홍콩에서 영어권으로의 대규모 이민을 촉발했다. 당시 홍콩 이민자들이 가장 많이 선택한 목적지 중 하나는 캐나다였으며, 수천 명의 홍콩인들이 토론토 대도시권과 메트로 밴쿠버에 정착했다. 캐나다 국제협의회에 따르면, 1984년부터 1997년 사이에 약 335,646명의 홍콩인이 캐나다로 이주했다. 홍콩인의 캐나다 이민은 1994년에 절정을 이루었으며, 그 해에만 44,271명의 홍콩인이 캐나다로 이주했다.
1990년대에 캐나다로 이주한 많은 홍콩 가정은 기러기 아빠 가족의 사례였는데, 가족 구성원 대부분은 캐나다에 거주했지만 한쪽 부모는 계속 홍콩에서 살며 일했다.

### 21세기
21세기 초에는 홍콩인들의 "역이민"이 있었는데, 반환 이전에 캐나다로 이주했던 많은 홍콩인들이 1990년대 후반과 2000년대 초반에 홍콩으로 돌아왔다. 홍콩으로 돌아온 많은 사람들은 재정적인 기회 때문이었다. 그 결과로 발생한 "역이민"으로 인해 1996년과 2011년 사이에 홍콩 태생 캐나다 거주자의 수가 감소했다.
그러나 2010년대에 들어 다시 추세가 바뀌어 2011년 캐나다 인구조사와 2016년 캐나다 인구조사 사이에 캐나다에 거주하는 홍콩 태생 캐나다인의 수가 증가했다. 2010년대에 캐나다로 돌아온 홍콩 태생 캐나다인들은 개인적인 이유뿐만 아니라 홍콩-중국 본토 갈등과 관련된 정치적 이유 등 다양한 이유를 들었다. 홍콩계 캐나다인 귀환자 수의 증가는 1990년대 후반에 취업을 위해 홍콩으로 돌아갔다가 은퇴를 위해 캐나다로 돌아오는 사람들에게도 기인한다. 귀환하는 홍콩 태생 캐나다인 외에도 2016년 캐나다 인구조사는 홍콩에서 영주권자가 된 신규 이민자 수가 증가했다고 보고했다. 캐나다 이민·난민·시민권부에 따르면, 2020년 홍콩인의 신규 비자 신청은 20% 증가한 10,819건이었다.
2020년 11월 12일, 캐나다 이민부 장관인 마르코 멘디치노는 홍콩 주민들이 학생, 근로자, 영주권자로 캐나다에 재정착하는 과정을 신속히 처리하기 위한 조치를 강화했다. 2021년 2월 캐나다에서는 새로운 취업 허가 제도가 도입되었는데, 이는 지난 5년간 캐나다에서 인정하는 기관에서 고등 교육 학위나 디플로마를 취득한 젊은 전문직 종사자를 대상으로 했다.
2021년 캐나다 인구조사를 앞두고, 홍콩계 캐나다인 단체는 캐나다 정부가 홍콩인을 공식적인 정체성으로 인정하고, 홍콩계 캐나다인들이 자신의 민족적 기원을 홍콩인으로, 구사하는 언어 중 하나로 광둥어를 기입하도록 권장하는 캠페인을 캐나다 전역에서 시작했다. 이전 인구조사에서는 홍콩인이라는 선택지가 제공되지 않았으며, 인구조사 양식에 이를 기재한 사람은 모두 중국인으로 분류되었다. 홍콩인은 2021년 인구조사에서 민족으로 포함되었다. 총 81,680명이 "홍콩인"을 자신의 민족적 기원으로 확인했으며, 213,855명이 자신의 출생지를 홍콩으로 기재했다.
영국령 홍콩에서 태어난 올리비아 초는 2023년 토론토 시장 보궐선거에 이어 2023년 7월 토론토 최초의 중국계 캐나다인 토론토 시장이 되었다.

## 인구 통계
2016년 캐나다 인구조사에 따르면, 캐나다에 거주하는 캐나다인 중 홍콩에서 태어난 사람은 215,775명에 불과했다. 캐나다에 거주하는 홍콩 태생 캐나다인의 수는 1996년에 최고조에 달했으며, 그 해 인구조사에서 241,095명의 홍콩 태생 캐나다인이 보고되었다. 1996년에서 2011년 사이에 홍콩계 캐나다인의 수가 감소했는데, 이는 2000년대 동안 많은 홍콩계 캐나다인들이 홍콩으로 돌아가기를 선택했기 때문이었다. 2011년부터 2016년까지 캐나다에 거주하는 홍콩 태생 캐나다인의 수는 다시 증가했다.
2006년에는 중국어 방언 화자 790,035명 중 300,590명이 광둥어 화자였다. 2001년 통계에 따르면, 광둥어 화자의 44%는 홍콩에서 태어났고, 27%는 광둥에서 태어났으며, 18%는 캐나다에서 태어났다. 광둥에서 태어난 광둥어 화자 중 상당수는 홍콩에서 이민 온 사람들이었다.

### 홍콩에 거주하는 캐나다인 국외 거주자
홍콩은 해외 거주 캐나다인 커뮤니티 중 미국에 거주하는 캐나다인에 이어 두 번째로 큰 규모를 자랑한다. 2011년에는 약 30만 명의 캐나다인이 홍콩에 거주하고 있었다. 이들 캐나다인 대부분은 반환 이전에 캐나다로 이주했던 홍콩 출신의 이중국적자이다. 많은 홍콩인들이 캐나다 시민권을 취득한 후 결국 홍콩으로 돌아왔다.
아시아 태평양 재단의 2011년 보고서에 따르면, 홍콩에 거주하는 캐나다인 대부분은 캐나다에 4년 또는 5년만 거주했다. 그러나 홍콩에 거주하는 캐나다인 10명 중 7명은 캐나다에 가족이 있으며, 홍콩에 거주하는 캐나다인의 60% 이상이 언젠가는 캐나다로 돌아갈 계획이 있다고 밝혔다. 같은 연구는 또한 홍콩에 거주하는 캐나다인의 46%가 캐나다를 "가끔" 또는 "항상" 자신의 고향으로 생각한다고 밝혔고, 홍콩 태생 캐나다인의 37%는 캐나다를 "절대" 고향으로 생각하지 않을 것이라고 밝혔다.

## 같이 보기
- 주홍콩 캐나다 총영사관
- 동아시아계 캐나다인
- 캐나다로의 중국인 이민 역사
- 중국계 캐나다인 목록

## 추가 자료
- "홍콩 유입." CBC. 1997. 설명 페이지 (보관됨).